# 徐學禮
徐學禮（1539年—？），字子立，號蓮渠，留守中衛官籍，直隸靈璧縣人，明朝政治人物。

## 生平
嘉靖三十四年（1555年）乙卯科順天府鄉試第四十七名舉人。隆慶五年（1571年）中式辛未科會試第一百三十五名，三甲第二百三十八名進士。工部觀政，初授山西临汾县知县，丁憂歸。萬曆四年（1576年）复除東明縣，七年升户部主事，九年升郎中，终养。十五年丁外艰，十八年官至河南府知府，致仕。萬曆三十年起复汉阳知府，卒。

## 家族
曾祖徐瓚，指揮使 封昭勇將軍；祖父徐行，指揮使 封昭勇將軍；父徐繼勳，指揮使 封昭勇將軍。母袁氏（封淑人）。具庆下。兄徐學詩（大理寺右寺正）。